# Michigan Building
El Michigan Building es un edificio de oficinas y el antiguo Teatro de Míchigan en el Downtown de Detroit, Míchigan. Diseñado por el estudio de arquitectura Rapp & Rapp en 1925 y con 13 pisos de altura, fue construido en estilo neorrenacentista. El exterior está revestido de ladrillo con terracota y acentos de granito. El nivel del suelo contiene un espacio comercial con grandes ventanales todavía enmarcados por el trabajo de metal decorativo original. Alberga un bar, restaurante, espacio comercial, y espacio para oficinas. El propietario actual, Bagley Acquisitions Corp., ofreció la estructura a subasta en 2014 con una oferta mínima solicitada de 1 millón de dólares, pero no recibió ofertas.

## Historia
El Michigan se construyó en el lugar del pequeño garaje donde Henry Ford construyó su primer automóvil (el garaje fue transportado ladrillo a ladrillo al Museo Henry Ford en la cercana Dearborn).

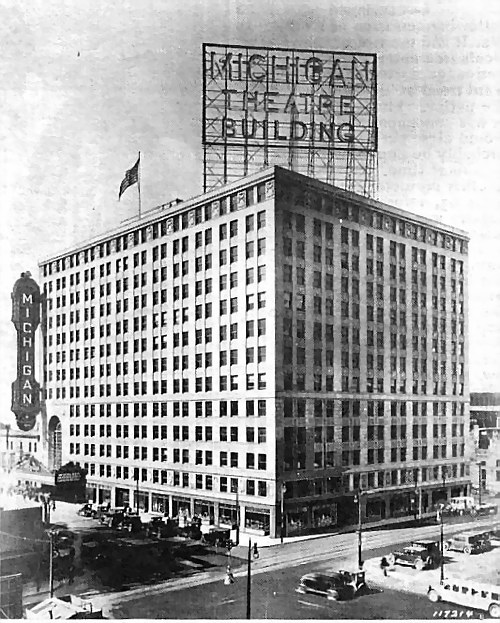
El Michigan Building en 1926.

Se inauguró el 23 de agosto de 1926 en las inmediaciones del United Artists Theatre y al Detroit-Leland Hotel, junto con los cuales creó un conjunto auspiciado por la compañía inmobiliaria Stormfeltz-Loveley. Fue diseñado por los hermanos Cornelius W. and George L. Rapp para el propietario de una sala de cine de Detroit, John H. Kunsky. La construcción del teatro, el tercero más grande construido por los hermanos Rapp, costó 3,5 millones de dólares (equivalentes a 42 millones en 2008). Con una capacidad para 4.038 personas, la sala de conciertos / cine era una de las más grandes de Míchigan. 
A lo largo de las décadas de 1950 y 1960, el teatro cambió de propietario varias veces. Posteriormente se utilizó para varios eventos: en la década de 1960, un circuito cerrado de televisión ofrecía vistas de los partidos de hockey sobre hielo de los Red Wings para aquellos que no podían asistir al evento real en el cercano Olympia Stadium, y en la década de 1970 el teatro era un club nocturno y una sala de conciertos. para bandas de rock.
Una vez finalizado, el Michigan podía albergar a 4.038 espectadores, aunque el desarrollador de teatro John Kunsky contaba con 4.500 asientos. Además de las películas en sus mejores años, el teatro acogió actuaciones de bandas dirigidas por John Philip Sousa, Benny Goodman, Jimmy Dorsey y Harry James, así como actuaciones en directo de los Hermanos Marx, Betty Grable y Bob Hope.
El teatro dejó de funcionar en 1976 tras funcionar como un club nocturno llamado The Michigan Palace. Después del cierre, los inquilinos de la oficina amenazaron con irse a menos que recibieran estacionamiento adecuado. Para retener a los inquilinos, los propietarios de edificios destruyeron y convirtieron el teatro en una estructura de estacionamiento. El teatro no pudo ser demolido por completo y reemplazado por una estructura de estacionamiento porque es parte integral de la estructura del edificio de oficinas. El techo adornado de yeso del auditorio del teatro y el gran vestíbulo, en el noveno piso, aún están en pie, al igual que partes del entrepiso, la cabina de proyección, los vestíbulos del segundo y tercer balcón y sus escaleras.